# Włochaty
Włochaty – zespół anarchopunkowy ze Szczecina, założony w 1987 roku.

## Historia

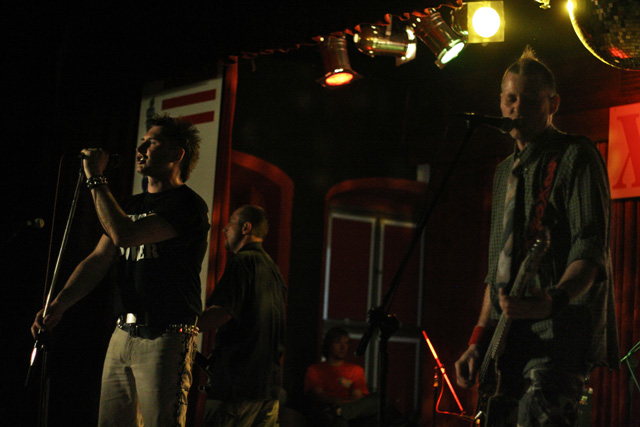
Włochaty podczas koncertu w Chojnie 27 kwietnia 2007

Zespół założono pod nazwą Włochaty Odkurzacz. Swój pierwszy koncert zagrał 1 maja 1987 w Szczecinie. W 1989 zespół zagrał koncert, w którym publicznie zadebiutowała Katarzyna Nosowska. Włochaty kilkakrotnie próbował zakwalifikować się na Festiwal Muzyków Rockowych w Jarocinie. W 1990 roku wysłali kasetę ze swoimi utworami na festiwal w Jarocinie. Jesienią tego samego roku do zespołu dołączył Paulus (Paweł Pawłowski) zmieniła się także nazwa na używaną do dziś „Włochaty”. W 1991 grupa wydała w 100 egzemplarzach kasetę „For sale” i wysyłała kilka utworów z niej do Jarocina. Rok później zespół osobiście pojechał do Jarocina na przesłuchanie – bez rezultatu.
Dopiero w 1993 zespół został zakwalifikowany, zdobył wyróżnienie oraz zagrał na dużej scenie. Jesienią 1993 oficjalnie wydana została kaseta „Live” – zapis koncertu zespołu na dużej scenie w Jarocinie. Zimą 1993 niezależna wytwórnia Nikt Nic Nie Wie wydała winylowy singel z kilkoma utworami z Jarocina 1993. W 1994 do zespołu dołączyła saksofonistka Anka. W marcu 1994 ukazała się kaseta „Włochaty” wydana przez Silverton. Została też ponownie wydana kaseta „For sale”. W 1995 wytwórnia Nikt Nic Nie Wie wydała LP „Włochaty” z materiałem z Silvertonu, z dogranym saksofonem. W 1996 zespół wydał album „Wojna przeciwko ziemi” oraz singel „Bank $wiatowy”. W 1997 z zespołu odeszli Fagas i Anka, do zespołu dołączył zaś gitarzysta Filip. We wrześniu 1998 perkusista Billy niefortunnie złamał nogę (otwarte złamanie, wymagające kilku lat rehabilitacji), jednak zdecydował się na dalsze granie w zespole.
W listopadzie 1999 na rynku ukazała się LP „Droga oporu”, a w 2000 „Zamiana pieniędzy na rebelię” i „Zmowa”. W 2001 Billy postanowił amputować swoją nogę (od kolana w dół), ponieważ dwuletnie leczenie nie przynosiło żadnej poprawy. W 2002 roku po roku przerwy grupa wróciła do gry z nowym gitarzystą – Grabą. 18 maja 2002 roku odbył się koncert urodzinowy „15 lat zmagań z systemem”, który został zarejestrowany na wideo. Pół roku później wydana została płyta „Tryumf anarchii nad tyranią”, będąca zapisem z 15-lecia. Na płycie znalazł się dodatkowo pierwszy w historii zespołu profesjonalnie zrealizowany teledysk („Każdy krok niesie pokój”). W maju 2003 nowym gitarzystą grupy został Skoda, który zajął miejsce Graby. W marcu 2004 ukazał się album „Dzień gniewu”, a w zespole nastąpiła kolejna zmiana – drugim gitarzystą został Florens. W Listopadzie 2005 wydana została płyta „Bunt i Miłość”.
21 grudnia 2007 na swojej oficjalnej stronie internetowej zespół poinformował o zawieszeniu działalności na czas nieokreślony, z przyczyn personalnych.
W kwietniu 2008 zespół nagrał w studiu w Szczecinie 4 utwory pod szyldem Włochaty Inaczej – projekt z założenia poetycko-akustyczny. Wśród nagranych utworów znalazł się m.in. „Pekin 2008”, głos sprzeciwu wobec organizacji Igrzysk Olimpijskich w Chinach, łamaniu tam praw człowieka oraz sytuacji panującej w Tybecie.
W listopadzie 2008 Włochaty po półtorarocznej nieobecności zagrał swoje pierwsze koncerty, promujące kampanię „Small Places” Amnesty International. Rok 2008 zespół zakończył zmianami personalnymi; z zespołem pożegnał się długoletni wokalista Pauluss; wrócił natomiast pierwszy perkusista.
W roku 2013 szeregi zespołu zasila Raga. Wokalista od lat zaprzyjaźniony z zespołem.
Po wydaniu pierwszych nagrań zespół porównywany był, nie bez podstaw, do Conflictu, będąc pod ich dość silnym wpływem, zarówno w warstwie muzycznej jak i tekstowej. Z czasem wytworzył własny, charakterystyczny styl.

## Muzycy

### Obecny skład zespołu
- Jeż (Jerzy Zajkowski[3]) – gitara basowa, wokal (od 1987)
- Skoda (Piotr Skotnicki[4]) – gitara, wokal (od 2003)
- Billy (Sylwester Biliński) – perkusja (1987–2007, od 2009)
- Raga (Maciej Jarlem) – wokal (od 2013)
- Kuba Wicher – pomoc literacka (od 2002)
- Guliwer (Paweł Gurbada) – gitara (2014)

### Byli członkowie zespołu
- Zebra
- Pauluss (Paweł Pawłowski) – wokal (1990–2009, gościnnie w 2016-2017)
- Kamil – perkusja (2008)
- Florens – gitara, wokal (marzec-listopad 2004)
- Graba – gitara, wokal (2002–2003)
- Kieras – gitara (2000–2001)
- Filip – gitara (1997–2001)
- Anka – saksofon, wokal (1994–1997)
- Roberto – gitara (1997)
- Fagas – gitara (1987–1997)
- Kasia Nosowska – wokal (1989)
- Dydas – gitara, wokal (2004–2010)
- Graba – wokal (2009–2013)

## Dyskografia
- 1991 For Sale – kaseta
- 1993 Włochaty Live – kaseta
- 1993 Włochaty – płyta gramofonowa (EP)
- 1994 Włochaty – kaseta
- 1995 Włochaty – płyta gramofonowa (LP)
- 1996 Bank $wiatowy – płyta gramofonowa (EP)
- 1996 Wojna Przeciwko Ziemi – CD, kaseta (LP)
- 1999 Droga Oporu – CD, kaseta (LP)
- 2000 Zamiana Pieniędzy na rebelię – CD (LP)
- 2000 Zmowa – CD, kaseta (LP)
- 2002 Tryumf Anarchii nad Tyranią – CD, kaseta (LP)
- 2004 Dzień Gniewu – CD, kaseta (LP)
- 2005 Bunt i Miłość – CD, kaseta (LP)
- 2010 Wbrew Wszystkiemu – CD (LP)
- 2017 Głośniej od Bomb – CD (LP)
- 2021 Bez Wytchnienia - CD (LP)
- 2023 Miłość, Pokój, Zamieszki - CD (LP, MC)